# Stadium des Martyrs
Ne doit pas être confondu avec Stade des Martyrs.
Le Stadium des Martyrs, également connu sous le nom de Stadium Mabusa Eseka, est un terrain de sport polyvalent de la ville de Kinshasa, en république démocratique du Congo.
D'une capacité de 600 spectateurs, il abrite les grands évènements des équipes et associations sportives de la ville, comme les matchs de basket-ball, volley-ball, tennis, et autres.

## Histoire
Depuis 2019, le stade se fait appeler lors des rencontres de basket-ball stadium Mabusa Eseka, en hommage à l'ancien président de la FIBA Afrique Dieudonné Mabusa Eseka.